# Ernst Fraenkel
Ernst Fraenkel (Colonia, 26 dicembre 1898 – Berlino, 28 marzo 1975) è stato un politologo, giurista e scrittore tedesco naturalizzato statunitense, considerato uno dei padri fondatori della scienza politica tedesca postbellica..
Fraenkel si è occupato in particolare di quattro sistemi politici: la Repubblica di Weimar, il regime Nazionalsocialista, gli Stati Uniti d'America e la Repubblica Federale Tedesca. I suoi scritti sono stati pubblicati nel 1999 in edizione completa in sette volumi.

## Biografia
Durante gli anni della Repubblica di Weimar, Fraenkel era uno dei pochi giuristi di fama iscritti al partito socialdemocratico e pubblicò numerosissimi saggi incentrati soprattutto su tematiche sindacali.
Con l'avvento del Nazionalsocialismo, fu discriminato a causa delle sue origini ebraiche. Essendo un veterano della Grande Guerra, ebbe tuttavia il permesso di continuare a lavorare, seppure con limitazioni, anche dopo il 1933. Entrò in contatto con diversi gruppi della Resistenza tedesca come l'Internationaler Sozialistischer Kampfbund.
Nel 1938 emigrò nel Regno Unito e nel 1939 negli Stati Uniti, dove ultimò il suo libro The dual state. A contribution to the theory of dictatorship (1941; trad. it. 1983), fine analisi delle strutture politico-giuridiche del regime nazista. Il libro sarà poi pubblicato nel 1974 in Germania con il titolo Der Doppelstaat ed è tuttora considerato un classico. Nel libro Fraenkel definiva lo Stato nazista doppio perché solo una sua parte rispondeva ancora a qualche criterio di legalità (quel tanto che era necessario per il buon funzionamento dell'economia, e dunque dell'attività imprenditoriale); l'altra parte si ispirava invece al principio della discrezionalità, o per meglio dire dell'arbitrarietà.
Le idee sviluppate da Frankel costituiranno poi la base per numerose teorie sul pluralismo e saranno decisive per la nascita delle teorie sulla democrazia nella Germania Ovest.

## Opere principali
- Zur Soziologie der Klassenjustiz, Berlin, Leipzig 1927.
- The Dual State. A Contribution to the Theory of Dictatorship. Transl. from the German by E. A. Shils, in collaboration with Edith Lowenstein and Klaus Knorr, Oxford University Press, New York [u. a.] 1941 (Deutsch: Der Doppelstaat. Recht und Justiz im „Dritten Reich“. Rückübers. aus dem Englischen von Manuela Schöps in Zusammenarbeit mit dem Verfasser, Europäische Verlagsanstalt, Frankfurt am Main, 1974, ISBN 3-434-20062-2).
- Das amerikanische Regierungssystem. Eine politologische Analyse, Westdeutscher Verlag, Köln, Opladen, 1960.
- Deutschland und die westlichen Demokratien, Kohlhammer, Stuttgart, 1964.